# Batomys granti
Batomys granti  (Thomas, 1895) è un roditore della famiglia dei Muridi diffuso nelle Filippine.

## Descrizione

### Dimensioni
Roditore di piccole dimensioni, con la lunghezza della testa e del corpo tra 177 e 203 mm, la lunghezza della coda tra 146 e 180 mm, la lunghezza del piede tra 35 e 39 mm, la lunghezza delle orecchie tra 21 e 23 mm e un peso fino a 226 g.

### Aspetto
La pelliccia è densa e lanosa. Le parti superiori sono marroni scure con riflessi fulvi, più scure lungo la spina dorsale e più chiare lungo i fianchi, mentre le parti ventrali variano dal giallo-grigiastro al giallo-brunastro. Sono spesso presenti delle macchie bianche sul mento, sul petto e nella regione inguinale. Le orecchie sono piccole, grigie scure e ricoperte densamente di peli bruni. La pelle intorno agli occhi è priva di peli ed è marrone scura. Sul dorso delle zampe è presente una striscia marrone scura che si estende dai polsi e dalle anche fino alla base delle dita. Le dita sono prive di pigmento. La coda è più corta della testa e del corpo, ricoperta di lunghi peli marroni scuri e di 9 anelli di scaglie per centimetro, ognuna corredata da 3 peli. Il cariotipo è 2n=52 FN=52.

## Biologia

### Comportamento
È una specie notturna e terricola, sebbene possa arrampicarsi sugli alberi alla ricerca di cibo.

### Alimentazione
Si nutre di parti vegetali.

## Distribuzione e habitat
Questa specie è endemica del Monte Data, il Monte Isarog e il Monte Balbalasang, nell'isola di Luzon.
Vive nelle foreste muschiose montane sia primarie che secondarie tra 1.350 e 2.150 metri di altitudine.

## Conservazione
La IUCN Red List, considerato il declino della popolazione del 30% negli ultimi 10 anni a causa del disboscamento, classifica B.granti come specie prossima alla minaccia (NT).